# Paracamarota meghalayensis
Paracamarota meghalayensis är en tvåvingeart som beskrevs av Cherian 1991. Paracamarota meghalayensis ingår i släktet Paracamarota och familjen fritflugor.
Artens utbredningsområde är Meghalaya (Indien). Inga underarter finns listade i Catalogue of Life.